# Casa Miró (Vilafranca del Penedès)
La Casa Miró o Casa Artur Inglada, és un edifici del municipi de Vilafranca del Penedès (Alt Penedès) protegit com a bé cultural d'interès local. La Casa Miró va ser projectada per l'arquitecte Santiago Güell i Grau.

## Descripció

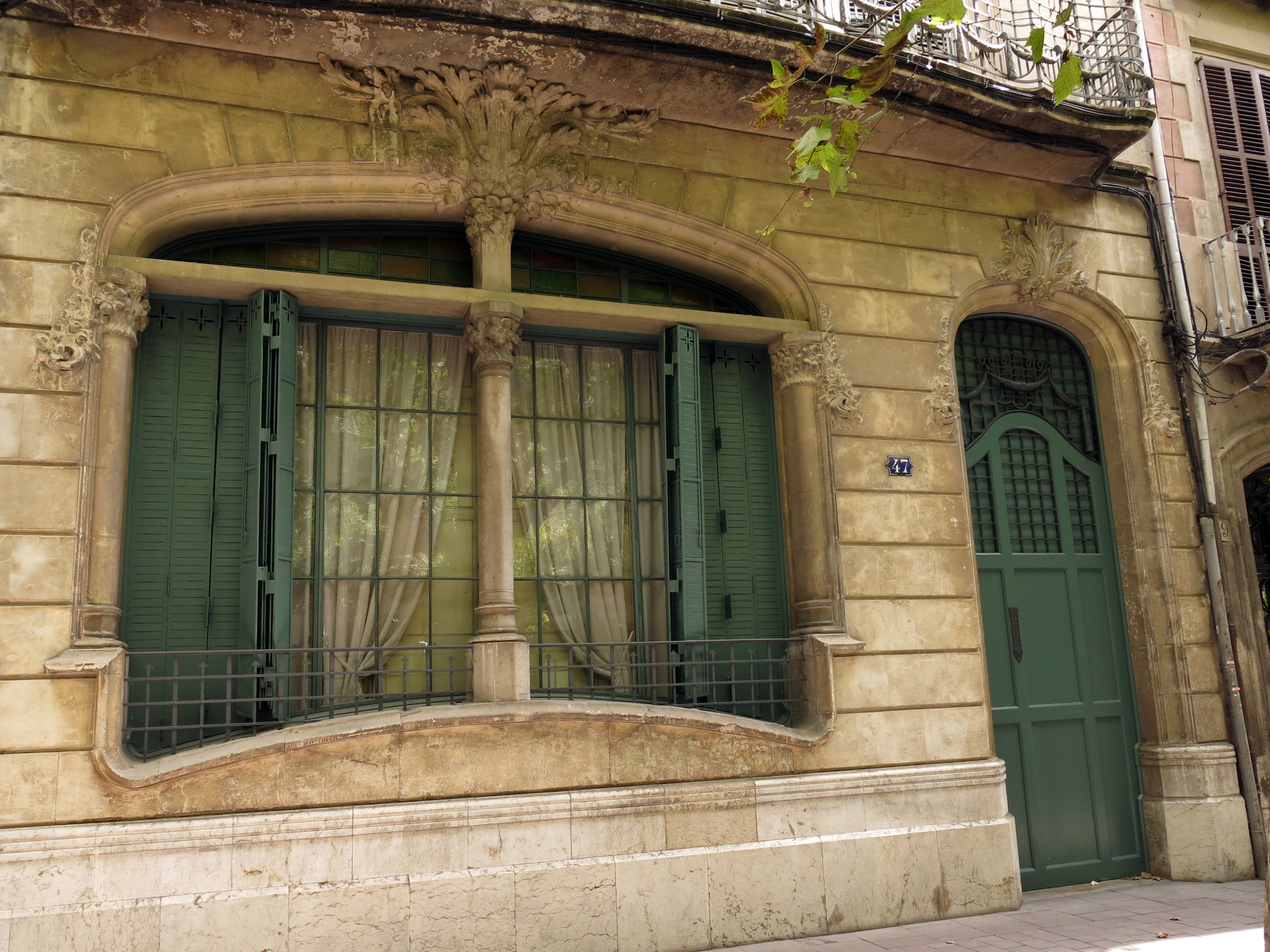
Detall de la planta baixa

És un edifici entre mitgeres, que consta de soterrani, planta baixa, un pis i golfes (amb adaptació d'un petit pis per al servei), i terrat accessible per un cos elevat de coberta d'escames vidriades. La façana, de composició asimètrica, presenta a la planta baixa la porta d'accés i una doble finestra. Al primer pis hi ha un balcó amb dues obertures (una senzilla i una doble). Al pis superior, les golfes, hi ha tres ulls de bou sota ràfec amb rajoles vidriades, barana de ferro al coronament i un cos més elevat a l'extrem, amb una obertura i coberta de rajoles vidriades. Totes les obertures tenen motllurats. És una de les obres més interessants del modernisme vilafranquí.